# Robert Fuchs
Pour les articles homonymes, voir Fuchs et Robert Fuchs (général).
Robert Fuchs est un compositeur autrichien, né à Frauental an der Laßnitz le 15 février 1847 et mort à Vienne le 19 février 1927.

## Biographie
Après avoir étudié la flûte, le violon, le piano et l’orgue dès l’âge de sept ans avec son beau-frère, Fuchs se forma au conservatoire de Vienne à partir de 1865. À cette époque, il gagne sa vie comme répétiteur et professeur privé. En 1866, parallèlement à ses études de composition avec Otto Dessoff, il fut choisi comme organiste de la Piaristenkirche.
Recruté comme chef d’orchestre de la Gesellschaft der Musikfreunde in Wien en 1875, il fut engagé la même année comme professeur d’harmonie au conservatoire où il enseigna ensuite la théorie et le contrepoint jusqu’en 1912. Il fut également organiste de la chapelle impériale de 1894 à 1905.
Bien que sa Symphonie no 1 ait été couronnée du Prix de composition Beethoven décerné par la Gesellschaft der Musikfreunde en 1886, Fuchs est plus réputé comme professeur que comme compositeur : il forma en effet d’éminents compositeurs tels Georges Enesco, Erich Korngold, Gustav Mahler, Franz Schmidt, Franz Schreker, Jean Sibelius, Richard Strauss, Hugo Wolf, Alexandre Zemlinsky ou encore Richard Stöhr, Leo Fall, Robert Stolz, Richard Heuberger, etc.
À noter que Robert Fuchs était très apprécié de Brahms qui défendit ses œuvres musicales et l’introduisit auprès de l’éditeur N. Simrock,.

## Œuvres (sélection)

### Orchestre
- Symphonies
  - Symphonie d'étude non numérotée (1867)
  - Symphonie no 1 en ut majeur, op. 37 (1884)
  - Symphonie no 2 en mi bémol majeur, op. 45 (1887)
  - Symphonie no 3 en mi majeur, op. 79 (1907)

- Sérénades
  - Sérénade pour orchestre à cordes no 1 en ré majeur, op. 9 (l'American Symphony Orchestra a créé aux États-Unis la Sérénade no 1 (1874) le 15 novembre 2009[3],[4]).
  - Sérénade pour orchestre à cordes no 2 en ut majeur, op. 14 (1876)
  - Sérénade pour orchestre à cordes no 3 en mi mineur, op. 21 (1878)
  - Sérénade pour orchestre à cordes et 2 cors en sol mineur, op. 51 (1894)
  - Sérénade pour petit orchestre en ré majeur, op. 53 (1895)

- Andante grazioso & Capriccio pour orchestre à cordes, op. 63
- Concerto pour piano et orchestre en si bémol mineur, op. 27 (1880)

### Musique vocale
- Opéras
  - Die Königsbraut, en 3 actes, op. 46 (1889) (librettiste : Ignaz Schnitzer) création à Vienne[5]
  - Die Teufelsglocke, en 3 actes (1891) (librettiste : Bernhard Buchbinder)

- Œuvres chorales
  - Messe en sol, op. 108
  - Messe en ut mineur, op. 116
  - Messe en fa

### Musique de chambre
- Quintettes
  - Quintette pour clarinette et quatuor à cordes en mi bémol majeur, op. 102

- Quatuors
  - Quatuor à cordes no 1 en mi majeur, op. 58
  - Quatuor à cordes no 2 en la mineur, op. 62
  - Quatuor à cordes no 3 en ut majeur, op. 71
  - Quatuor à cordes no 4 en la majeur, op. 106
  - Quatuor avec piano no 1 en sol mineur, op. 15
  - Quatuor avec piano no 2 en si mineur, op. 75

- Trios
  - Trio en fa dièse mineur pour violon, alto et piano, op. 115
  - Seven Fantasy Pieces pour violon, alto et piano, op. 57
  - Trio à cordes en la majeur, op. 94
  - Trio avec piano en ut majeur, op. 22
  - Trio avec piano en si bémol majeur, op. 72
  - Terzettos (trios pour deux violons et alto) op. 61 no 1 en mi mineur, no 2 en ré mineur
  - Terzetto en ut dièse mineur, op. 107

- Duos
  - Deux violons
    - 20 duos, op. 55
    - Phantasiestücke, op. 105 (16 duos)

  - Violon et alto
    - 12 Duos, op. 60

  - Violon et piano
    - Sonate no 1 en fa dièse mineur, op. 20
    - Sonate no 2 en ré majeur, op. 33
    - Sonate no 3 en ré mineur, op. 68
    - Sonate no 4 en la majeur, op. 77
    - Sonate no 5 en mi majeur, op. 95
    - Sonate no 6 en sol mineur, op.103
    - 10 Fantasy Pieces, op. 74

  - Alto et piano
    - Sonate en ré mineur, op. 86
    - Six Fantasies, op. 117

  - Violoncelle et piano
    - Sonate no 1 en ré mineur, op. 29
    - Sonate no 2 en mi bémol mineur, op. 83
    - 7 Fantasy Pieces, op. 78

  - Contrebasse et piano
    - Sonate en si bémol majeur, op. 97[6]
    - 3 pièces, op. 96

### Solo
- Orgue
  - Fantasie en ut majeur, op. 87
  - Fantasie en mi mineur, op. 91
  - Fantasie en ré bémol majeur, op. 101
  - Variations et fugue sur un thème original

- Piano
  - Improvisation, op. 11
  - Variations en sol mineur, op. 13
  - Sonate no 1 en sol bémol majeur, op. 19
  - Sonate no 2 en sol mineur, op. 88
  - Sonate no 3 en ré bémol majeur, op. 109
  - Jugendklänge, op. 32
  - 12 valses, op. 110
  - Dewdrops (Tautropfen), 13 pièces op. 112

- Harpe
  - Fantaisie op. 85

## Discographie
- Concerto pour piano ; Sérénade no 5 - Franz Vorraber, piano ; Orchestre philharmonique du Luxembourg, dir. Alun Francis (juin 2003, CPO 999 893-2)
- Sonates pour violoncelle & piano nos 1 & 2 ; Fantasiestücke, op. 78 - Marc Drobinsky, violoncelle, Daniel Blumenthal, piano (1992, Marco Polo)
- Quatuors à cordes op. 58 et 62 (vol. 1) - Quatuor Minguet : Ulrich Isfort et Annette Reisinger (violons) ; Aroa Sorin (alto) ; Matthias Diener (violoncelle) (8-10 septembre 2000, MDG 603 1001-2) (OCLC 46596346)
- Quatuors à cordes op. 71 et 106 (vol. 2) - Quatuor Minguet (23-25 novembre 1999, MDG) (OCLC 46999112)
- Symphonies nos 1 & 2 - Orchestre symphonique de la radio de Cologne, dir. Karl-Heinz Steffens (7-8 juin 2011, CPO 777 830-2)
- Quintette pour clarinette et cordes en mib maj. op. 102- Sebastian Manz et le Danish string quartet (CAvi 8553300, distribué par harmonia mundi)
- Quintette pour clarinette et cordes en mib maj. op. 102 ; avec le Quintette pour clarinette et cordes op. 33 d'Egon Kornauth - Quintetto Scarponi (Nuova Era, n° 7252, 1996)